# Бахіоті
Бахіоті (груз. ბახიოთი) — село в Грузії.
За даними перепису населення 2014 року в селі проживає 246 осіб.